# Ludvig Liljencrantz
Johan Ludvig Philip Liljencrantz, född den 13 oktober 1838 på Ora i Faringe socken, död den 27 oktober 1920 i Uppsala, var en svensk friherre och militär. Han tillhörde ätten Liljencrantz och var bror till Edvard Liljencrantz.
Liljencrantz blev kadett vid krigsakademien på Karlberg 1852 och avlade avgångsexamen där 1858. Han blev underlöjtnant vid Upplands regemente 1859, löjtnant där 1863, kapten 1877 och major 1886. Liljencrantz befordrades till överstelöjtnant och förste major vid Älvsborgs regemente 1890 och till överste och chef för sistnämnda regemente 1894. Liljencrantz beviljades avsked från regementet med tillstånd att kvarstå som överste i armén 1898 och avsked ur krigstjänsten 1903. Han tilldömdes 1900 och 1902 av Kunglig Majestät efter en barnlös kusin till sin far fideikommisset Hässelbyholm, vilket efter försäljning 1916 omvandlades till fideikommisskapital 1917. Liljencrantz blev riddare av Svärdsorden 1881 och kommendör av andra klassen av samma orden 1897.